# Rydöbruks kapell
Rydöbruks kapell är en kyrkobyggnad som tillhör Torups församling, Göteborgs stift. Det ligger på en höjd med tallar ovanför Nissan vid Kapellgatan i Rydöbruk, Hylte kommun, Hallands län (Småland).

## Kyrkobyggnaden
Rydöbruks kapell är uppfört 1957-1958. Ett äldre kapell på platsen brann ner till grunden den 10 april 1957. Det nya kapellet byggdes upp med exakt samma exteriör som det gamla från 1922. Det hade uppförts av rivningsvirke från Högdala gård, som skänkts av Rydö Bruk. Den gården hade i sin tur till stor del byggts av virke från Torups gamla kyrka. Byggherre var Kapellbyggnadsföreningen, som bildats för att genomföra bygget efter Karl Martin Westerbergs ritningar. De följdes även vid återuppbyggnaden av exteriören. För den nya interiören fanns ritningar, som upprättats 1954 inför en tilltänkt renovering. 
Klockstapeln, som undkom branden 1957, uppfördes 1925. Där inredde man 1989 en församlingssal.

## Inventarier
- Altartavla i form av en triptyk utförd av Erik Olson
- Predikstol med fyra snidade evangelister är utförd av Walter Bengtsson.
- Dopfunten i granit är huggen av Mauritz Larsson 1957.
- En silverskulptur på norra långväggen har utförts av Hans Fagerström 1970.

### Orgel
- 1955 byggde Tostareds Kyrkorgelfabrik, Tostared en orgel med 11 stämmor. Den förstördes 1957 i en eldsvåda.
- Den nuvarande orgeln byggdes 1958 av Tostareds Kyrkorgelfabrik, Tostared och är en pneumatisk orgel.

| Huvudverk I   | Svällverk II      | Pedal       | Koppel   |
| Principal 8´  | Rörflöjt 8´       | Subbas 16´  | I/P      |
| Gedakt 8'     | Kvintadena 4'     | Koralbas 4´ | II/P     |
| Oktava 4'     | Principal 2'      |             | II/I     |
| Waldflöjt 2'  | Scharff 2 chor    |             | II 16'/I |
| Mixtur 3 chor | Crescendosvällare |             |          |